# 교코촌
교코촌(共興村)은 지바현 소사군에 일찍이 존재했던 촌이다. 

## 지리
- 현재의 소사시 남동부에 해당한다.

## 역사
- 1889년 4월 1일 - 정촌제 시행에 수반해 소사군 헤이와촌이 성립하였다.
- 1954년 3월 31일 - 요카이치바정, 헤이와촌·진카이촌·소사촌·도요사카촌·스카촌·요시다촌·이다카촌·도요와촌과 합병해, 요카이치바시가 성립해, 헤이와촌은 소먈히였다.

## 인구
| 1891년 | 3,112 |
| 1920년 | 3,360 |
| 1930년 | 3,288 |
| 1954년 | 4,311 |

## 참고문헌
- 角川日本地名大辞典編纂委員会『角川日本地名大辞典 12 千葉県』、角川書店、1984年 ISBN 4040011201